# Погребённый заживо
«Погребённый заживо» (англ. Buried) — триллер 2010 года режиссёра Родриго Кортеса с Райаном Рейнольдсом в главной роли. Действие фильма целиком происходит в закрытом пространстве — деревянном ящике под землёй, в котором находится главный герой; с остальными немногочисленными персонажами он связывается только посредством мобильного телефона.
Премьера состоялась на кинофестивале «Сандэнс» 23 января 2010 года. В США фильм вышел в ограниченный прокат 24 сентября 2010 года, а широкий — 29 октября. В России премьера состоялась 14 октября 2010 года.

## Сюжет
Главный герой фильма Пол Конрой приходит в себя и обнаруживает, что он погребён заживо в деревянном гробу, где постепенно заканчивается кислород. При себе у него зажигалка Zippo и мобильный телефон (Blackberry 8900). Он звонит в различные американские федеральные службы, пытаясь найти выход из положения.
Из разговоров становится известно, что Пол работает шофёром в Ираке по контракту с компанией «CRT». Их колонна попала в засаду, почти всех американцев расстреляли, а Пол потерял сознание и очнулся уже в ящике.
Выясняется, что Пол был без сознания, и террористы закопали его, а теперь требуют выкуп в 5 000 000 долларов к 21:00. Пол соглашается, звонит в государственный департамент США и сообщает о террористах. Представители госдепа отказываются платить за него выкуп и говорят, что он может позвонить некому Дэну Бренеру — главе отдела по борьбе с захватом заложников в Ираке. Бренер соглашается помочь, но ему нужно время, чтобы выяснить телефонный номер террористов и прибыть на место.
Звонит Джабир, требующий сделать на телефон видеозапись с рассказом о своём положении и прислать её, иначе пострадает одна из пленённых коллег Конроя. Полу удаётся убедить террористов снизить сумму выкупа до 1 000 000 долларов, после чего он отправляет видео. Однако террористы всё равно убивают его коллегу, в качестве подтверждения прислав на Blackberry видеозапись содеянного. Вскоре после этого поверхность сотрясают взрывы, из-за чего в гроб начинает просачиваться песок. Во время нового созвона с Бренером начинает проявляться скептическое отношение Пола к действиям властей, и чиновник рассказывает об одном из немногих спасённых — 26-летнем студенте-медике Марке Уайте, который был освобождён из аналогичной ситуации три недели назад и вернулся к своей семье в США.
Террористы выкладывают видеозапись Пола на Youtube, из-за чего Дэн рассержен, однако он продолжает пытаться найти Пола. Пол звонит своей матери в дом престарелых и говорит о том, что любит её.
Конрою звонит управляющий компанией «CRT», который под диктофон сообщает об увольнении его из штата ко дню похищения из-за нарушения трудового договора: возможной интрижки с той самой убитой коллегой, из-за чего в случае смерти Пола его родные ничего не получат.
В новом звонке Бренер рассказывает, что похитители могли погибнуть из-за бомбёжки истребителями F-16.
Террорист снова звонит, требует денег и просит Пола отрезать себе палец и прислать ему это видео. Пол делает так и впадает в забытье. Затем звонит Дэн и говорит, что они уже близко и знают где он, так как об этом сообщил один из осведомителей. Из-за начавшихся боёв на поверхности песок проламывает доску гроба и начинает засыпать ящик. Пол записывает для жены и сына видеозавещание. Ему звонит его жена, он говорит, что его вот-вот достанут.
Звонит Дэн, Пол слышит по телефону, как начинают копать, однако в итоге оказывается, что откапывают не его, а ящик с трупом того самого Марка Уайта, якобы спасённого три недели назад. Пол понимает, что Дэн ошибся, и от смерти не спастись. Пол пытается успокоить себя и принимает свою судьбу. Песок наполняет его гроб, и он задыхается, когда свет гаснет, а экран становится чёрным. Камеру полностью накрывает песком.
В фильме присутствует короткая сцена после титров, в которой зажигалка на крышке гроба освещает имя «Mark White», написанное Полом ранее.

## В ролях
- Райан Рейнольдс — Пол Конрой
- Стивен Тоболовски — Алан Дейвенпорт (голос по телефону)
- Саманта Мэтис — Линда Конрой (голос по телефону)
- Роберт Патерсон — Дэн Бренер (голос по телефону)
- Хосе Перес — Джабир (голос по телефону)
- Ивана Миньо — Памела Лутти
- Кирк Бэйли — оператор 411 (голос по телефону)

### Роли дублировали
- Пётр Федоров — Пол Конрой
- Андрей Заводюк — Алан Дейвенпорт
- Александра Ребенок — Линда Конрой
- Алексей Розин — Дэн Бренер
- Артур Диланян — Джабир
- Аля Никулина — Марайанн Конрой / Донна Митчелл / Ребекка Браунинг

## Съёмки
Фильм снят в Барселоне за 17 дней. Было использовано 7 гробов.

## Критика
Фильм получил, в основном, положительные оценки кинокритиков. На Rotten Tomatoes у фильма 85 % положительных рецензий из 130. На Metacritic — 65 баллов из 100 на основе 29 обзоров. Кинокритик Роджер Эберт оценил фильм в 3,5 звезды из 4-х. Variety отмечает производность его фабулы от триллера «Исчезновение» (1988).